# 李向陽 (咸豐進士)
李向陽，奉天府铁岭人。清朝政治人物、同进士出身。
咸豐十年（1860年）庚申恩科进士，官至直隸容城縣知縣。